# Amador Neghme
Amador Neghme Rodríguez (Huara, 15 de febrero de 1912 - Santiago, 26 de julio de 1987) fue un médico y salubrista chileno. Se desempeñó principalmente como académico y científico en la Facultad de Medicina de la Universidad de Chile.

## Biografía

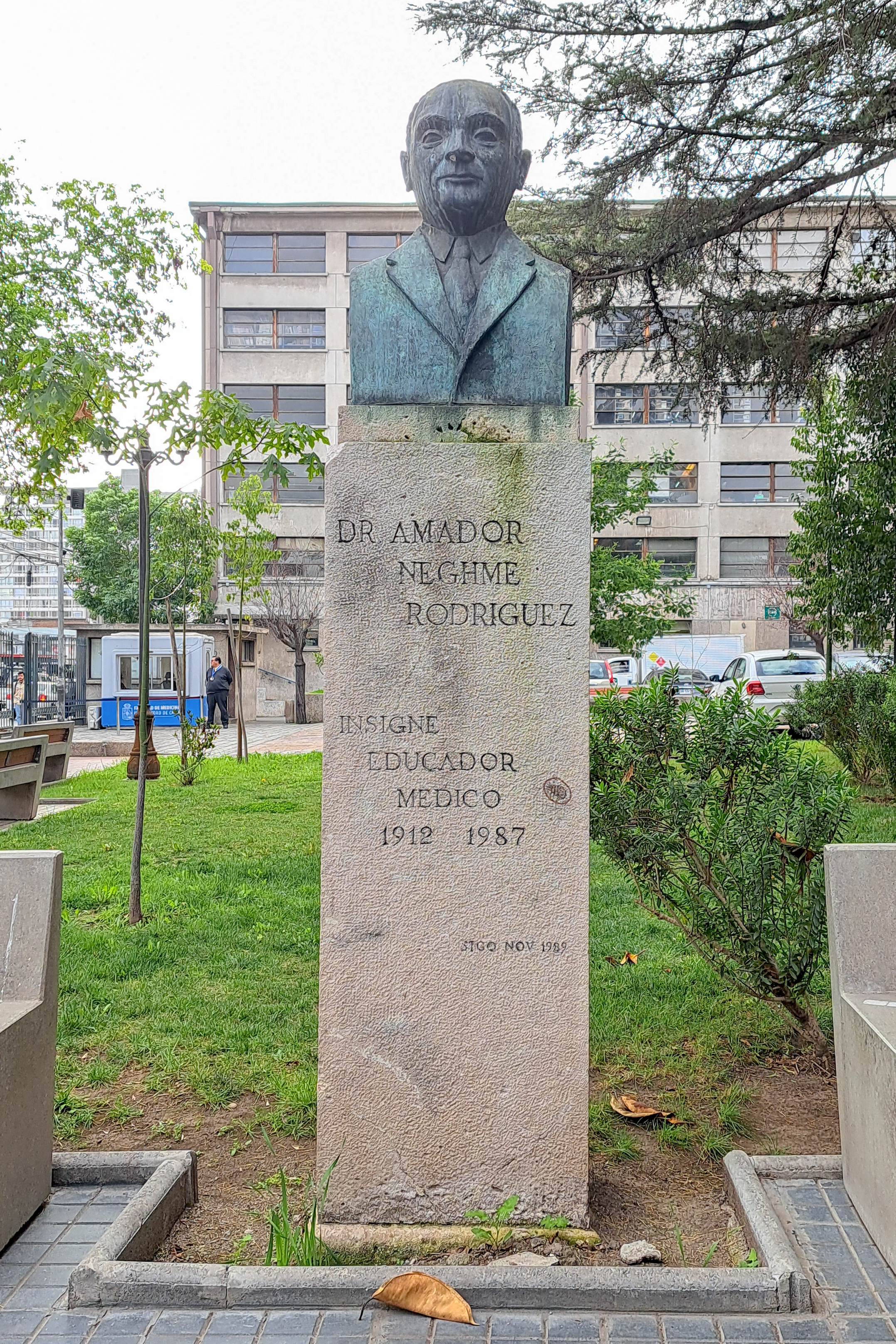
Busto de Amador Neghme en el interior de la Facultad de Medicina de la Universidad de Chile.

Nació en el pueblo de Huara, al Norte de Iquique, en 1912, en cuya Escuela Parroquial aprendió las primeras letras.
En 1923, a los 11 años su familia se trasladó a Santiago donde cursó las humanidades en el Instituto Nacional entre 1925 y 1930, y en 1931 inició sus estudios de Medicina en la Universidad de Chile titulándose en 1938 de Médico Cirujano.
En 1933 se incorporó al Instituto de Biología, dirigido por el Prof. Juan Noé, en calidad de ayudante-alumno. En esa entidad comenzó su brillante carrera docente y de salud pública. Participó activamente en la campaña antimalárica y realizó sus primeras investigaciones epidemiológicas y experimentales sobre las enfermedades parasitarias. Paralelamente, entre 1934 y 1943 asistió al Servicio de Medicina Interna del Hospital del Salvador, bajo la dirección del Prof. Dr. Hernán Alessandri, donde sucesivamente fue ayudante, interno y médico. Entre 1941 y 1942 se perfeccionó en Medicina Tropical en la Universidad de Tulane de Nueva Orleans, EE. UU.
En el campo científico sus publicaciones son extensas: más de 200 solo en el área biológica-parasitológica. En esta área es importante destacar que fue Fundador-Director de la Revista Biológica, 1944-1967, del Boletín Chileno de Parasitología 1946-1968, y de Parasitología al Día 1976-1987.
En enero de 1947 el Prof. Neghme asumió la Dirección de la Cátedra de Parasitología de la Facultad de Medicina, cargo en que se mantuvo por 20 años. Fue también Director del Departamento de Parasitología de la ex Dirección General de Sanidad, y cuando se creó ese mismo año el Servicio Nacional de Salud (SNS) asumió ad-honorem la dirección de la Asesoría Técnica de Parasitología. En diciembre de 1948, el incendio de la Escuela de Medicina, destruyó entre otros los laboratorios del Instituto de Biología "Juan Noé". Ese infausto acontecimiento sirvió para que el Prof. Neghme formara prácticamente "de la nada" nuevos laboratorios no solo de parasitología.
En 1963 fue elegido decano de la Facultad de Medicina, cargo que abandonaría en 1968 por incompatibilidad con la reforma universitaria. Durante su decanato impulsó la renovación de la Biblioteca de la Facultad, la creación de asignaturas de Ética Médica, de Historia de la Medicina, de Filosofía de la Ciencia, junto a seminarios sobre música, poesía, pintura y todo cuanto tuviese que ver con la relación entre el arte y la ciencia. Promovió talleres sobre relaciones humanas para docentes y alumnos. 
Una vez retirado de la Universidad, el Prof. Neghme recibió la oferta de dirigir la Biblioteca Regional de Medicina (BIREME) con Sede en São Paulo, Brasil. Esta Biblioteca se había creado en 1967 por la OPS a sugerencia del Prof. Neghme cuando era presidente de la Asociación Panamericana de Asociaciones de Facultades de Medicina. El Dr. Abraham Horwitz, director de la OPS, gran amigo del Prof. Neghme le solicitó que tomara el cargo ya que el puesto estaba vacante por la falta de un profesional que tuviese el nivel que dicha dirección exigía. Como Director de BIREME le dio un impulso trascendental que perdura hasta hoy en día sobre la base de informativos modernos, un sistema de archivos en microfilms, unido a una red de bibliotecas con una informática actualizada, todo ello planificado con antelación por el Prof. Neghme (1969-1976).
Fue fundador de la Federación Panamericana de Facultades de Medicina (1962-1968). También fue miembro de número de la Academia de Medicina de Chile de la que fue su presidente en 1977, 1980 y 1983. Fue elegido presidente del Instituto de Chile entre 1977 y 1979. Asimismo, fue presidente de la Asociación Latinoamericana de Academias Nacionales de Medicina (ALANAM). Como parasitólogo fue miembro fundador de la Sociedad Chilena de Parasitología (SOCHIPA) en 1964. Fue un artífice de la fundación de la Federación Latinoamericana de Parasitología (FLAP) (1970).
El Prof. Neghme perteneció a numerosas sociedades científicas:
- Sociedad Médica de Santiago, desde 1936.
- American Society of Parasitology, desde 1943.
- American Association for the Advancement of Sciences, desde 1943.
- New York Academy of Sciences, desde 1960.

Fue miembro honorario de más de 20 Sociedades, Academias, Universidades y Fundaciones.
Amador Neghme murió a los 74 años de edad, debido a un paro cardiaco.

## Reconocimientos
En 1948, 1952 y 1960 recibió el premio Dr. Ramón Corbalán Melgarejo que se otorga al mejor trabajo científico de la Sociedad Médica de Santiago.
Su nombre, ha quedado inmortalizado en la comunidad en general a través de:
- Tres consultorios, en Arica, Huara y Santiago Sur.
- Cinco calles: ubicadas en Macul, Recoleta, La Pintana, Arica e Iquique.
- Una plaza en Ñuñoa y una plazoleta al interior de la Facultad de Medicina de la Universidad de Chile.
- Un Colegio en Estación Central.
- 3 Bibliotecas; en Puente Alto, el Hospital Salvador y la Biblioteca Central de la Facultad de Medicina de la Universidad de Chile.
- Dos Laboratorios; el de Biología del Instituto Nacional y el Laboratorio Clínico del Área Sur.

## Obras
Entre sus obras más importantes sobre cultura general y educación se puede destacar:
- Metodología de la Educación Médica. 1958.
- Vida y obra de Carlos Finlay. 1962.
- An appraisal of Giovani Battista Grassi: his work in Biology and Parasitology. 1964.
- Evolución de la Enseñanza Médica: Desde la inauguración de la Escuela de Medicina hasta junio de 1968. 1972.
- El Prof. Juan Noé, maestro de la Parasitología Latinoamericana. 1973.
- Universidad, tecnología y medios de comunicación. 1979.
- Educación médica continuada y Bibliotecas Médicas. 1980.
- Biografía del Prof. Dr. Hernán Alessandri Rodríguez. 1982.
- Propósito y objetivos de la Educación Médica. 1982.
- Vida y obra de William Osler (1849-1919) y la fundación de la Escuela de Medicina de la Universidad Johns Hopkins. 1983.
- Problemas Universitarios contemporáneos. Análisis crítico. 1983.
- Educación Médica en crisis. Recados para los universitarios. 1984.
- La obra literaria de los médicos chilenos. 1984.
- Educación Médica, necesidades de médicos y el sector salud. 1984.
- Hacia ideales culturales y universitarios. 1986.
- Precursores de la Medicina Ibero-Americana. 1987.
- Impacto de las enfermedades parasitarias y rol de la educación en salud. 1988.
- Panorama de la Educación Médica en Chile. 1988.